# Оксман, Борис Моисеевич
Борис Моисеевич Оксман (29 января 1949 года) — российский (ранее — советский) шашист, тренер, судья, шашечный деятель. Заслуженный тренер России, судья республиканской категории, мастер спорта СССР. Председатель «Федерации шашек Тульской области». Проживает в Туле.
Среди учеников Бориса Оксмана: чемпион мира по международным шашкам в составе сборной России, международный гроссмейстер Гетманский Александр, экс-чемпион РСФСР по международным шашкам, мастер спорта Николай Хомлюк, чемпион России по русским шашкам, мастер ФМЖД Александр Цопа, вице-чемпион России, мастер спорта Вадим Демидов, международный мастер Василий Егоров, призёры юношеских первенств мира и Европы Денис Осин и Арсений Цынов, чемпионки СССР по русским шашкам (заочная игра) Алевтина Серикова и Светлана Сапрыкина. Оксман также тренировал экс-чемпиона мира и СССР Юрия Королёва (тогда ещё Самара) и чемпиона СССР 1989 г. Андрея Иванова (Калуга). В группе ВСМ по шашкам ГУ ТО ЦСП «Школа высшего спортивного мастерства» у Бориса Моисеевича Оксмана: международные гроссмейстеры Гетманский Александр Эдуардович, Егоров Владимир Васильевич, гроссмейстер России Григорий Гетманский, мастера спорта Осетров Алексей Олегович, Осетров Сергей Олегович и другие.
Благодаря деятельности Оксмана в Тульской области состоялись чемпионаты России по международным шашкам, турниры памяти В. Абаулина и А. Оводова по русским шашкам. 
По итогам 2018 года Оксман занял второе место в списке лучших тренеров Тульской области.
Внёс существенный теоретический и практический вклад в разработку Косяка Хромого. 